# マルヌ＝ラ＝ヴァレ

2013年12月30日現在のマルヌ＝ラ＝ヴァレを構成するコミューン, :
セクターI (ポルト・ド・パリ) : 3コミューン
セクターII (ヴァル・モビュエ) : 6コミューン
セクターIII (ヴァル・ド・ビュシー) : 12コミューン
セクターIV (ヴァル・デュロプ) : 5コミューン。薄緑色部分はヴィルヌーヴ・ル・コントで、2011年に追加

マルヌ＝ラ＝ヴァレ（Marne-la-Vallée）は、フランス共和国パリ近郊のニュータウン。
ディズニーランド・パリと隣接するヴァル・デュロプ（Val d'Europe）がある。
- 面積：15,215 ha
- 人口：246,607 人
- 人口密度： 1,621 人 /km²

## 行政地域
マルヌ＝ラ＝ヴァレはセーヌ＝サン＝ドニ県、ヴァル＝ド＝マルヌ県、セーヌ＝エ＝マルヌ県の三県内にある26のコミューンを内包する。
行政上の目的で、マルヌ＝ラ＝ヴァレは以下の4地域に分けられている。
1. Porte de Paris
  - セーヌ＝サン＝ドニ県のコミューン1つ（ノワジー＝ル＝グラン）、ヴァル＝ド＝マルヌ県コミューン二つ（Bry-sur-Marne、ヴィリエ＝シュル＝マルヌ）から成る。
2. Val Maubuée
  - セーヌ＝エ＝マルヌ県コミューン6つ（シャン＝シュル＝マルヌ、Croissy-Beaubourg、Émerainville、Lognes、Noisiel、トルシー）から成る。
3. Val de Bussy
  - セーヌ＝エ＝マルヌ県のコミューン12（ビュシー＝サン＝ジョルジュ、Bussy-Saint-Martin、Chanteloup-en-Brie、Collégien、Conches-sur-Gondoire、Ferrières-en-Brie、Gouvernes、Guermantes、Jossigny、ラニー＝シュル＝マルヌ、Montévrain、Saint-Thibault-des-Vignes）から成る。
4. Val d'Europe
  - セーヌ＝エ＝マルヌ県のコミューン5つ（Bailly-Romainvilliers、シェシー、クヴレ、Magny-le-Hongre、Serris）、ヴィルヌーヴ＝ル＝コント（fr:Villeneuve-le-Comte）から成る。

## 参照
1. ↑  Nos communes, nos collectivités.
2. ↑  Carte des communes de la ville nouvelle. Consulté le 31 décembre 2013.